# رونالد واين
رونالد جيرالد واين (بالإنجليزية: Ronald Gerald Wayne)‏؛ (17 مايو 1934 -) هو رائد أعمال أمريكي في صناعة الإلكترونيات. شارك في تأسيس شركة أبل كمبيوتر (الآن أبل المندمجة) مع ستيف وزنياك وستيف جوبز مقدما إحاطة إدارية رئيسية للشركة الجديدة. ثم سريعا ما تنازل عن حصته في الشركة الجديدة مقابل 800$.

## السيرة
ولد رونالد واين في كليفلاند، أوهايو في الولايات المتحدة. عمل مع ستيف جوبز في آتاري قبل أن يؤسس مع ستيف جوبز وستيف وزنياك أبل كمبيوتر في 1 أبريل 1976. وقام بدور «الوصي الكبير» في شركة رأس مال المخاطرة ورسم أول شعار لأبل وكتب اتفاق الشراكة الأصلي بين الرجال الثلاثة وكتب دليل استعمال حاسوب أبل I.